# FC Olt Scornicești
Fotbal Club Olt Scornicești es un club de fútbol ubicado en Scornicești, distrito de Olt (Rumanía). Juega actualmente en la Liga IV, categoría regional del fútbol rumano.
Durante los años 1980 el club llegó a jugar la Primera División rumana. El club representaba a la ciudad natal de Nicolae Ceaușescu y durante más de diez temporadas se mantuvo en la máxima categoría, bajo acusaciones de favoritismo arbitral y sobornos. Cuando se produjo la revolución rumana de 1989, la Federación Rumana de Fútbol le descendió administrativamente. Desde entonces, el FC Olt Scornicești no ha vuelto a la élite nacional.

## Historia
El FC Olt Scornicești se fundó en 1972 como Viitorul Scornicești y un año después pasó a su nombre actual. El nuevo club representaba a la ciudad natal de Nicolae Ceaușescu, dictador que gobernó Rumanía desde 1965 hasta 1989. Por ello, las autoridades favorecieron su desarrollo con modernas instalaciones y aportaciones económicas directas para llegar a Primera División.
Partiendo desde las competencias regionales, ascendió año por año de categoría y en la temporada 1977/78 subió a Segunda División rumana. Para lograrlo, venció en la última jornada por 18:0 al Electrodul Slatina, lo que le permitió superar la diferencia de goles de sus rivales por la primera plaza. Más tarde, los jugadores del Electrodul reconocieron que habían sido sobornados para dejarse perder. Al curso siguiente, en la campaña 1978/79, ascendió a Primera División.
En la década de 1980, el FC Olt Scornicești recibió apoyo de los dos clubes más poderosos del país, el Steaua de Bucarest y el Dinamo de Bucarest, que le cedieron jugadores para conseguir la permanencia. El club aportó jugadores que terminaron siendo internacionales por Rumanía, como Victor Pițurcă, Dan Petrescu y Dorinel Munteanu. Durante ese tiempo nunca descendió, bajo la sospecha de favoritismo arbitral. Sin embargo, su desarrollo estuvo más limitado que el de sus rivales controlados por las autoridades nacionales (Steaua, Dinamo y Victoria de Bucarest). Su mejor posición fue un cuarto lugar en la temporada 1981/82.
Durante sus últimos años al mando, Ceaușescu se propuso reconstruir Scornicești para convertirla en una ciudad, aunque ese plan nunca prosperó. Las medidas afectaron también al equipo de fútbol, que en agosto de 1988 se trasladó a un nuevo campo, el Stadion Viitorul, con aforo para 25.000 espectadores. Sin embargo, su historia cambió por completo cuando se produjo la revolución rumana de 1989 que derrocó al dictador. La Federación Rumana de Fútbol expulsó a mitad de la temporada 1989/90 al Victoria de Bucarest y al FC Olt de Primera División por el trato de favor durante la época comunista.
Oficialmente, dejó de existir en 1990 y surgió el CS Olt 90, que tomó su estructura anterior. Sin embargo, ese club desapareció años después por problemas económicos. Para la temporada 2003/04 se refundó el FC Olt Scornicești, que actualmente juega en la Liga IV, dentro del grupo del distrito de Olt.